# الکس چمبرلین
الکساندر مارک دیوید اکسلید-چمبرلین (‎/ˌɒksleɪd ˈtʃeɪmbərlɪn/‎؛ زادهٔ ۱۵ اوت ۱۹۹۳) بازیکن فوتبال اهل انگلستان که برای باشگاه بشیکتاش بازی می‌کند.
پس از افزایش به شهرت با ساوت‌همپتون در سال ۲۰۱۰–۲۰۱۱ در سن ۱۷ سالگی اکسلید چمبرلین به باشگاه آرسنال در اوت ۲۰۱۱ پیوست. دو گل در سه بازی نخست خود را برای باشگاه زد، چمبرلین جوانترین گلزن انگلیسی در تاریخ لیگ قهرمانان اروپا شد و همچنین مدعی حضور منظم در تیم زیر ۲۱ سال انگلیس بود. وی در طول شش فصل حضور در ورزشگاه امارات، ۱۹۸ بازی انجام داد سه بار قهرمان جام حذفی فوتبال انگلستان، سه بار قهرمان جام خیریه انگلستان شد. ۳۲ پاس گل و ۲۰ گل برای باشگاه آرسنال به ثمر رساند. او در اوت ۲۰۱۷ برای باشگاه فوتبال لیورپول قرارداد امضا کرد. وی قهرمان لیگ برتر فوتبال انگلستان ۲۰۲۰–۲۰۱۹، قهرمان لیگ قهرمانان اروپا ۱۹–۲۰۱۸ و نایب قهرمان سال ۲۰۱۸–۲۰۱۷، قهرمان سوپرجام اروپا ۲۰۱۹ و قهرمان جام باشگاه‌های فوتبال جهان ۲۰۱۹ شده‌است.
چمبرلین اولین بازی خود را برای تیم بزرگسالان انگلیس در ۲۶ مه سال ۲۰۱۲ در یک بازی دوستانه مقابل نروژ انجام داد. پس از این، او برای تیم یوفا یورو ۲۰۱۲ به تیم انگلیس فراخوانده شد و پس از وین رونی به عنوان دومین بازیکن جوان تاریخ انگلیس در مسابقات قهرمانی اروپا شناخته شد. وی همچنین برای فیفا جام جهانی ۲۰۱۴ فراخوانده شد. او در مجموع ۳۵ بازی برای تیم ملی انجام داده‌است که آخرین بازی اش در سال ۲۰۱۹ بوده و هفت گل به ثمر رسانده‌است.

## زندگی شخصی
چمبرلین متولد پورتسموث در نیوهمپشایر است.
او فرزند مارک چمبرلین ملی‌پوش سابق انگلستان بازیکن سابق تیم‌های استوک سیتی و پورتسموث است. عموی او نویل چمبرلین نیز بازیکنان فوتبال حرفه‌ای بود، همچنین برادر کوچکتر او کریستین نیز بازیکن
باشگاه فوتبال گاسپورت بورو است.
اکسلید چمبرلین در کالج مستقل سنت جان در ساوت‌سی، پورتسموث حضور یافت. او به عنوان یکی از طرفداران آرسنال بزرگ شد. او در ورزش راگبی نیز به عنوان مدافع عقب بازی کرده‌است.
او از تیری آنری، جان فرانکو زولا و استیون جرارد به عنوان الگوهای فوتبالی و از یوسین بولت به عنوان الگوی ورزشی خود یاد کرده‌است.
در فوریه ۲۰۱۷، اکسلید-چمبرلین اعلام کرد که با پری ادواردز خوانندهٔ گروه لیتل میکس روابط عاشقانه دارد. پری ادواردز در ۱۰ مه، سال ۲۰۲۱ اعلام کرد که در انتظار اولین فرزند خود با الکس چمبرلین هستند. این کودک در ۲۱ اوت ۲۰۲۱ متولد شد. بعد از دو هفته پری در صفحه اینستاگرام خود با انتشار عکسی از فرزندش نام و جنسیتش را فاش کرد، او نوشت:《 دوست دارم. من هرگز چنین عشقی را احساس نکرده بودم تا الان! اِکسل اکسلید چمبرلین 》 که مشخص شد که جنسیت فرزندش پسر است. در ۱۹ ژوئن ۲۰۲۲، پری و الکس این زوج، نامزدی خود را در فضای مجازی اعلام کردند.

## حرفه باشگاهی

### ساوت‌همپتون
فصل ۲۰۱۰–۲۰۱۱
اوکسلید چمبرلین در هفت سالگی به آکادمی ساوتهمپتون پیوست. در ۲ مارس ۲۰۱۰، او اولین بازی خود را در سن ۱۶ سال ۱۹۹ روز در پیروزی ۵ بر صفر مقابل هادرزفیلد تاون به عنوان تعویضی وارد بازی شد و به دومین بازیکن جوان تاریخ باشگاه شد. اوکسلید چمبرلین در ۸ می ۲۰۱۰ در آخرین بازی فصل مقابل ساوتند یونایتد به عنوان جانشین در دقیقه ۸۲ به جای جیسون پانچین ظاهر شد. در آغاز فصل ۲۰۱۰–۱۱ چمبرلین اولین بازی خود را در ۱۰ اوت در برابر بورنموث انجام داد. در طول مسابقه، او دومین گل (اولین گل بزرگسالان خود) ساوتهمپتون ۲–۰ را به ثمر رساند. در ۲۰ اوت ۲۰۱۰ اندکی پس از تولدش، اوکسلید چمبرلین اولین قرارداد حرفه ای خود را به مدت سه سال امضا کرد. او اولین بازی خود را در شروع لیگ با شکست دو بر صفر در خانه مقابل روچدیل در ۴ سپتامبر ۲۰۱۰ انجام داد. اولین گل او در لیگ، در پیروزی ۲–۱ مقابل اولدهام اتلتیک در ۲۳ اکتبر ۲۰۱۰ بود که ثابت شد برنده مسابقه او دو گل دیگر به ثمر رساند و همچنین در پیروزی چهار بر صفر مقابل داگنهم و ردبریج در ۲ نوامبر ۲۰۱۰، یک پاس گل داد، که برای اولین بار به عنوان مرد مسابقه انتخاب شد. اوکسلید چمبرلین فصل را با ۱۰ گل و ۹ پاس گل به پایان رساند و ساوتهمپتون به نایب قهرمانی صعود کرد. او برای فصل ۲۰۱۰–۱۱، لیگ برتر در تیم سال پی اف ای عنوان شد. او بعداً مورد حدس و گمان قرار گرفت و در ماه ژوئن پدرش مارک چمبرلین، اظهار داشت که مشتاق است پسرش در اسرع وقت به آرسنال بپیوندد تا به پیشرفت خود ادامه دهد .

### آرسنال

#### فصل ۲۰۱۱–۲۰۱۲
هیچ‌کدام از دو باشگاه ساوتهمپتون و آرسنال جزئیات تنظیمات قراردادی را فاش نکردند، اما منابع مطبوعاتی نشان دادند که این مبلغ ۱۲ میلیون پوند پرداخت اولیه بود که با «افزودنی‌ها» توانست به ۱۵ میلیون پوند افزایش یابد .

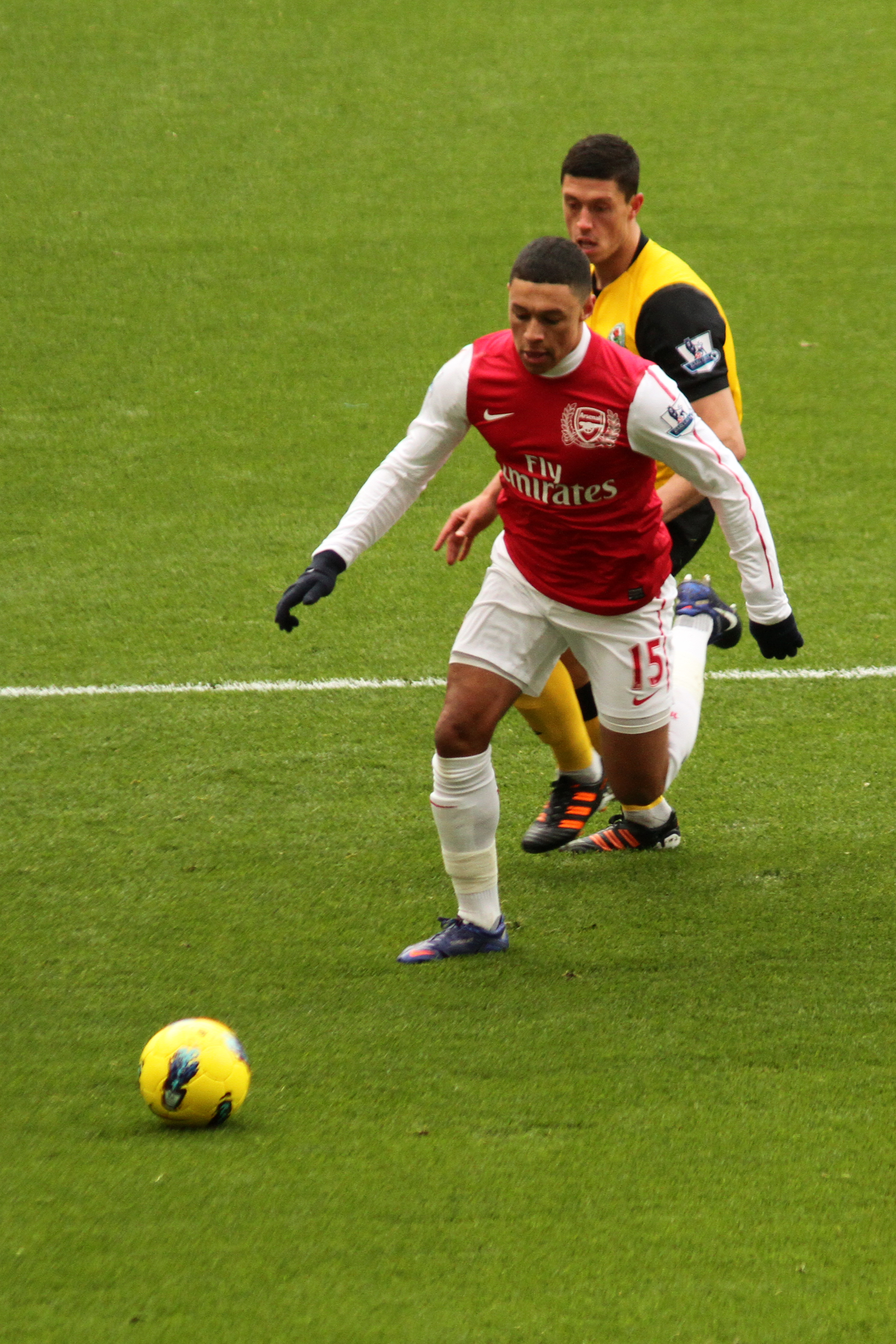

 در ۲۸ اوت سال ۲۰۱۱، او اولین بازی خود را در شکست آرسنال مقابل منچستر یونایتد ۸–۲، به عنوان یک جایگزین ۶۲ دقیقه ای به جای فرانسیس کوکلن آمد، که بدین ترتیب ۱۵۰ امین بازیکنی است که به نمایندگی از آرسنال در لیگ برتر بازی کرده‌است. در ۲۰ سپتامبر ۲۰۱۱، او اولین گل خود را برای آرسنال در دقیقه ۵۸ مسابقه جام حذفی برابر شروزبری تاون، با فاصله ۲۵ یاردی به ثمر رساند. آرسنال ۳–۱ پیروز شد. در ۲۸ سپتامبر ۲۰۱۱، اکسلید چمبرلین در دقیقه هشتم اولین بازی خود در لیگ قهرمانان اروپا مقابل تیم یونانی المپیاکوس، گل اول را به ثمر رساند و به صورت مورب روی پاس بلند الکس سانگ دوید و چند مدافع را پشت سر گذاشت تا به گوشه دروازه برسد. با این کار، او جوانترین انگلیسی شد که در لیگ قهرمانان گلزنی کرد و از رکورد تئو والکات هم تیمی اش پیشی گرفته‌است. اوکسلید چمبرلین اولین بازی خود در لیگ برتر را برای آرسنال در شکست ۲–۱ از منچستریونایتد در ورزشگاه امارات در ۲۲ ژانویه ۲۰۱۲ آغاز کرد و یک پاس گل به روبین فان پرسی داد. آرسن ونگر در دقیقه ۷۸ آندری آرشاوین را با نتیجه ۱–۱ جایگزین او کرد. هواداران آرسنال نه تنها تصمیم به اخراج اوکسلید چمبرلین را گرفتند، بلکه ون پرسی نیز با سرمربی تیم اعتراض کرد. در ۴ فوریه ۲۰۱۲، چمبرلین دو گل اول خود در لیگ برتر را در یک بازی خانگی مقابل بلکبرن روورز جشن گرفت که با پیروزی ۷–۱ آرسنال به پایان رسید. در پی این مسابقه، ونگر از پیشرفت سریع او اکسلید چمبرلین تعریف کرد. پس از بازی برگشت دور دوم لیگ قهرمانان اروپا مقابل میلان، اوکسلید به دلیل عملکرد چشمگیر خود و نمایش خود در برابر حریفان قدرتمند اروپایی تمجیدهای بسیاری را به همراه داشت. او توسط مارکو فان باستن به عنوان «گوهر» توصیف شد، در حالی که روبین فان پرسی کاپیتان وقت آرسنال اظهار داشت که اکسلید چمبرلین آینده آرسنال و انگلیس است. در پایان اولین فصل خود در لیگ برتر، اوکس نامزد پی اف ای بهترین بازیکن جوان سال شد. او جوانترین بازیکن لیست نهایی بود و سرانجام مقابل کیل واکر بازیکن تاتنهام، سه سال بزرگتر از او بود شکست خورد.

#### فصل ۲۰۱۲–۲۰۱۳

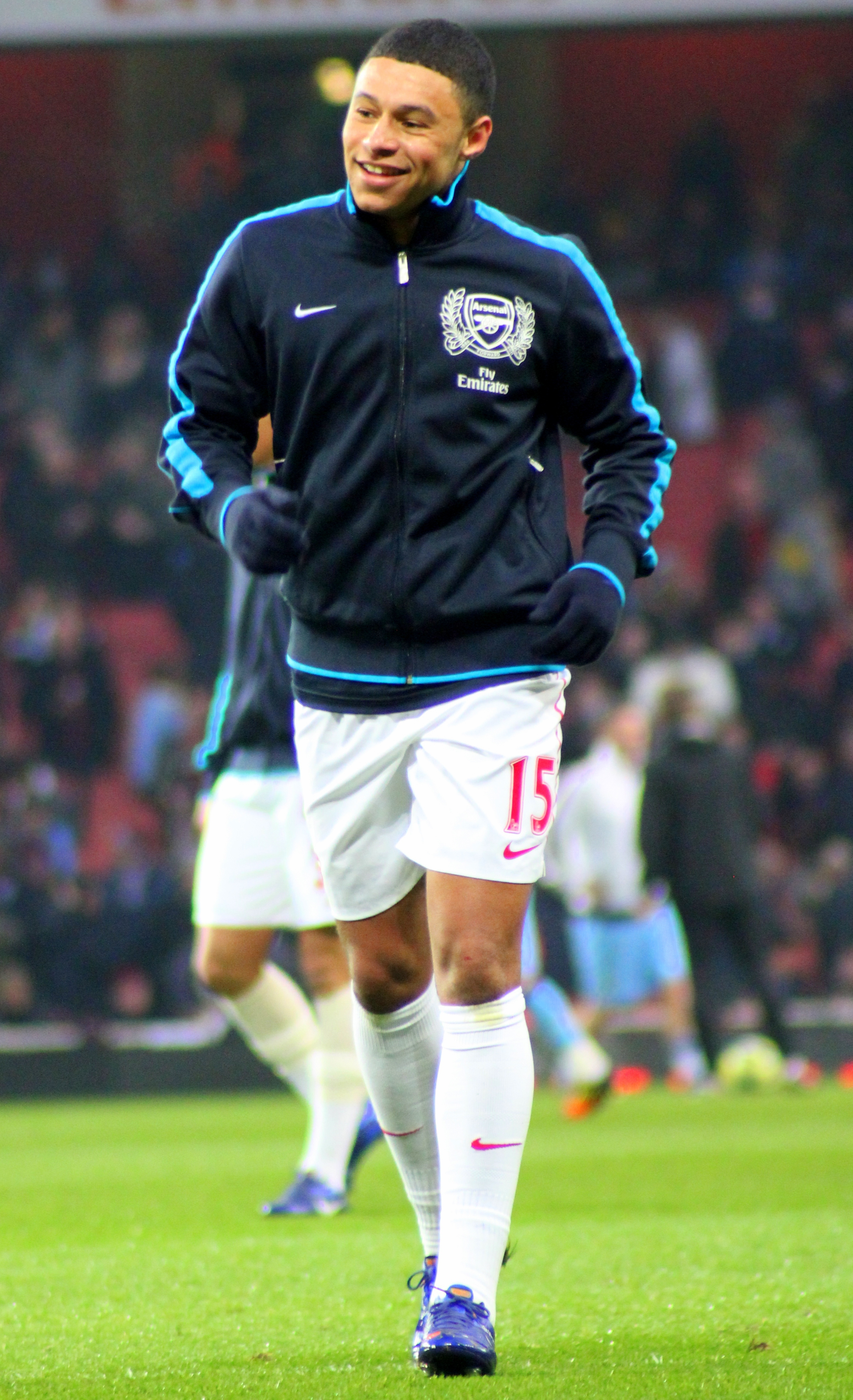

اوکسلید چمبرلین اولین گل خود را در فصل ۱۳–۲۰۱۲ از ۲۵ یارد در پیروزی ۶–۱ خانگی مقابل کاونتری سیتی در جام اتحادیه به ثمر رساند. در ۱۹ دسامبر ۲۰۱۲، اعلام شد که چمبرلین به همراه هم تیمی‌های خود آرون رمزی، کیران گیبز، جک ویلشر و کارل جنکینسون قرارداد بلند مدت جدیدی را با آرسنال امضا کردند. چمبرلین تنها گل خود در لیگ برتر انگلیس فصل ۱۳–۲۰۱۲ را در پیروزی ۷–۳ مقابل نیوکاسل یونایتد به ثمر رساند.

#### فصل ۲۰۱۳–۲۰۱۴
در روز افتتاحیه فصل ۱۴–۲۰۱۳، اوکسلید چمبرلین در شکست ۳–۱، الیویه ژیرو را در خانه مقابل استون ویلا کمک کرد، با این حال او مصدوم شد و بعداً مشخص شد که او برای بین شش هفته تا سه ماه مصدوم شد و برای بازی تیم ملی انگلیس در مرحله مقدماتی جام جهانی مقابل لهستان و مونته‌نگرو غایب بود. با وجود بازی نکردن در آرسنال از زمان مصدومیت، اوکسلید چمبرلین همچنان به خاطر عملکردهای اوایل آن سال در انگلستان و آرسنال نامزد دریافت جایزه پسر طلایی (جایزه) ۲۰۱۳ شد. در ۲ فوریه، اکسلید چمبرلین در پیروزی دو بر صفر آرسنال مقابل کریستال پالاس دو گل اول خود را در این فصل به ثمر رساند. اوکسلید چمبرلین چند هفته آخر فصل، از جمله فینال جام حذفی ۲۰۱۴ را پس از مصدومیت کشاله ران از دست داد.

#### فصل ۲۰۱۴–۲۰۱۵

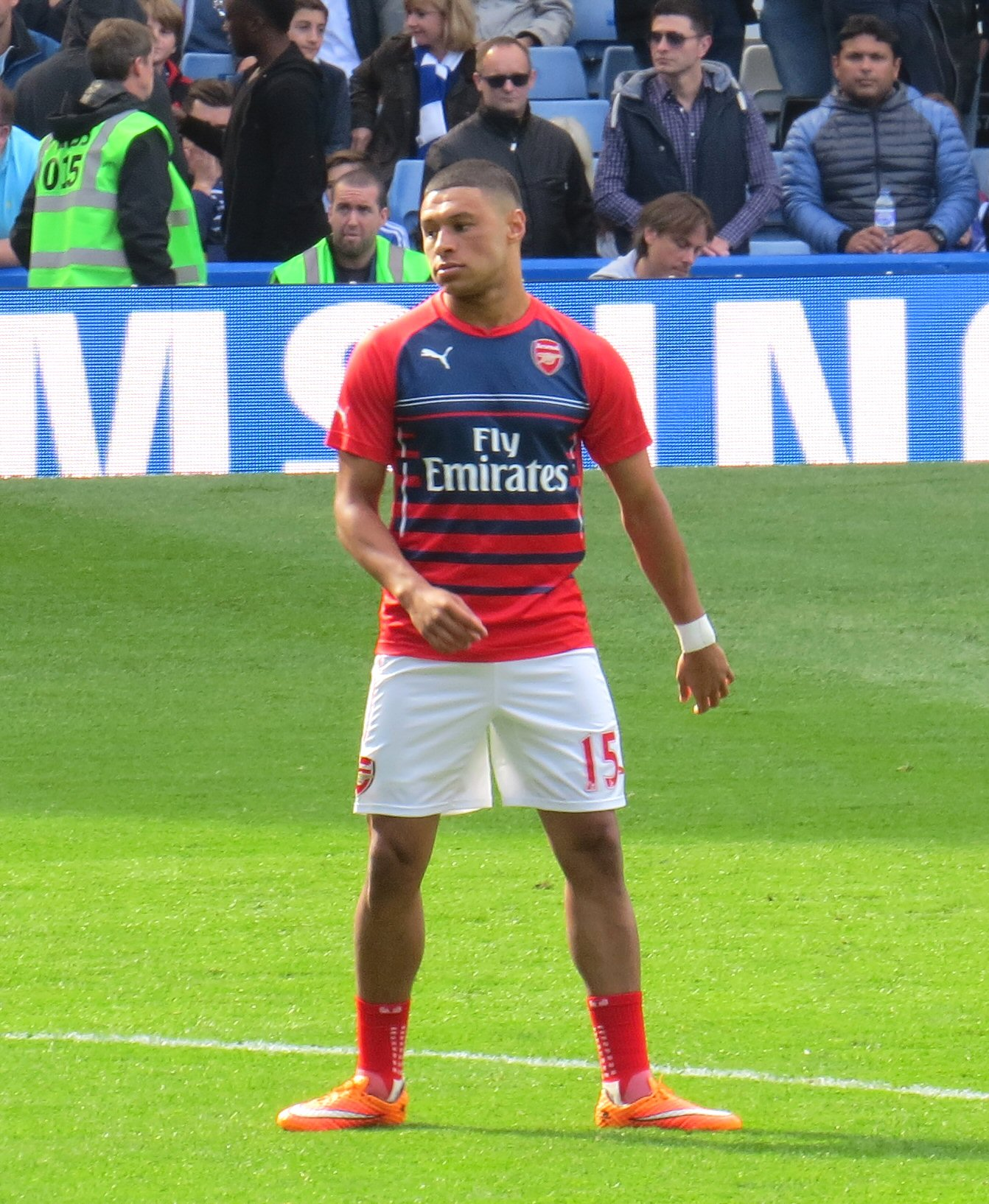

اوکسلید چمبرلین فصل را با قهرمانی در جام خیریه انگلستان آغاز کرد و آرسنال در ورزشگاه ومبلی سه بر صفر منچسترسیتی را شکست داد. در ۲۷ سپتامبر، او در دربی شمال لندن در تساوی ۱–۱ مقابل تاتنهام گلزنی کرد. او در ۴ نوامبر گلزنی کرد تا آرسنال را در لیگ قهرمانان اروپا ۳–۰ مقابل تیم اندرلخت پیروز به خانه ببرد، هرچند که بازی در نهایت ۳–۳ به پایان رسید. او همچنین در دیدار مرحله یک‌هشتم نهایی مقابل موناکو در ماه فوریه گلزنی کرد. دو مسابقه بعد، او در پیروزی ۲–۱ مقابل منچستریونایتد در جام حذفی مصدوم شد و مجبور شد بعد از پایان بازی کنار گذاشته شود. بعداً تأیید شد که او به دلیل مصدومیت از ناحیه همسترینگ سه تا چهار هفته دور از میادین خواهد بود. در ۳۰ مه ۲۰۱۵، اوکسلید چمبرلین در فینال جام حذفی به عنوان بازیکن تعویضی وارد زمین شد و به اولیویر ژیرو مقابل استون ویلا در ورزشگاه ومبلی پاس گل داد و نتیجه نهایی ۴ بر صفر شد.

#### فصل ۲۰۱۵–۲۰۱۶

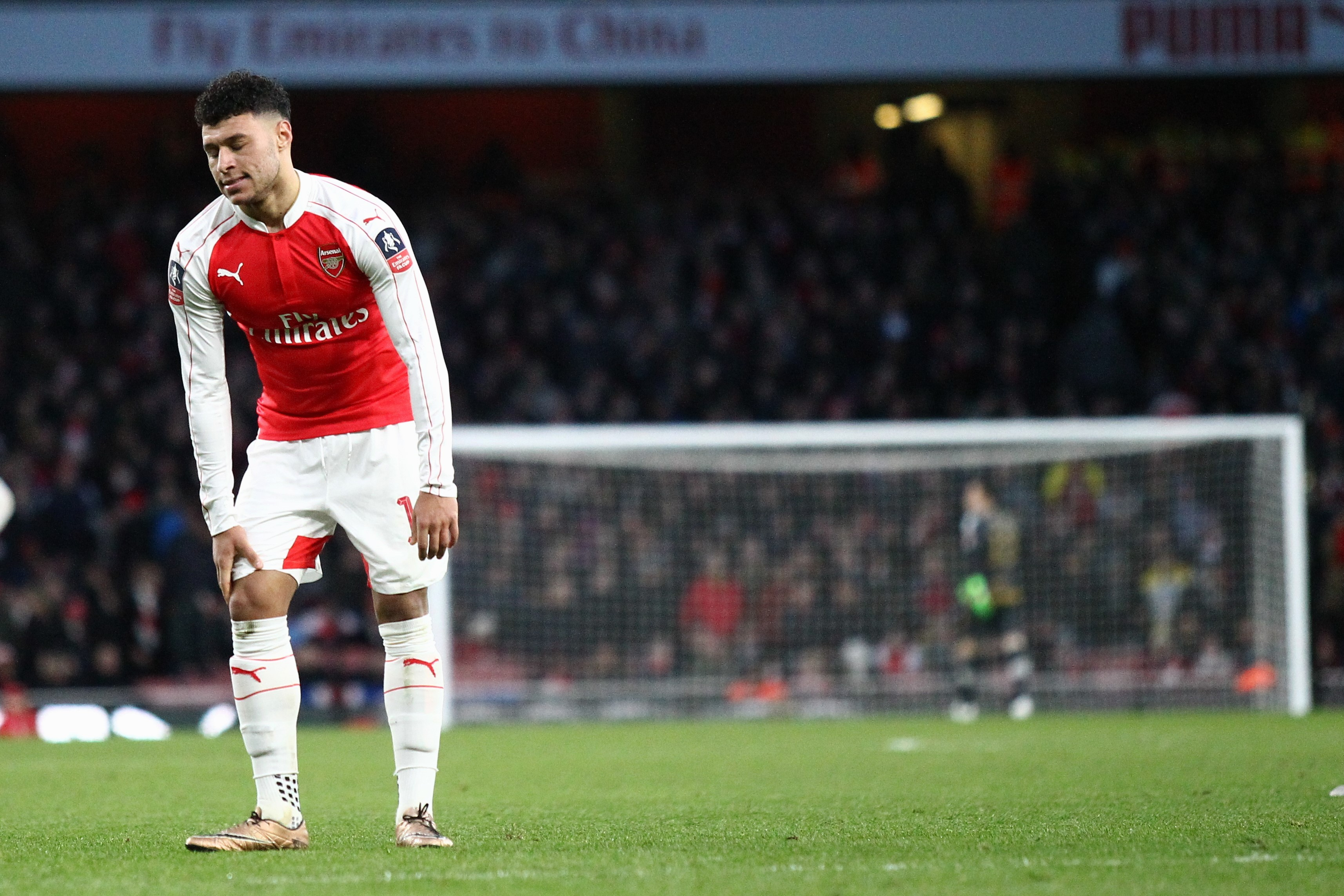

در ۲ اوت ۲۰۱۵، چمبرلین در پیروزی ۱–۰ مقابل چلسی در فینال جام خیریه انگلستان ۲۰۱۵ تک گل را به ثمر رساند و باعث قهرمانی دوباره آرسنال شد. تنها گل او در لیگ برتر به بورنموث بود، گل او در بازی خارج از خانه برای آرسنال به ثمر رسید. در ۲۳ فوریه ۲۰۱۶، وی در شکست خانگی ۲ بر ۰ بارسلونا در لیگ قهرمانان از ناحیه زانو آسیب جدی دید. که در ابتدا انتظار می‌رفت او تا هشت هفته از میادین دور باشد، ولی مصدومیتش بیشتر از دو ماه طول کشید و مانع از بازگشت وی برای بقیه فصل، از جمله مسابقات تابستانی یورو ۲۰۱۶ شد.

#### فصل ۲۰۱۶–۲۰۱۷
الکس در روز اول بازی آرسنال و لیورپول در ترکیب اصلی حضور داشت و مقابل لیورپول گل دوم آرسنال را در شکست ۳–۴ به ثمر برساند. ولی چمبرلین بعد از دقایقی بعد دچار مصدومیت شد و الکس ایووبی جایگزین او شد. اکسلید چمبرلین همچنین یک پاس گل برای گل تساوی دقیقه آخر الیویه ژیرو در اولدترافورد ایجاد کرد و آرسنال با منچستریونایتد به تساوی ۱–۱ دست یافت. اکسلید همچنین یک گل به وستهام یونایتد زد و یک پاس گل برای الکسیس سانچز در اولین بازی خارج از خانه آرسنال در ورزشگاه لندن داد، جایی که آنها ۵–۱ پیروز شدند. او سه بار در جام حذفی ۱۷–۲۰۱۶ آرسنال گلزنی کرد و به مرحله یک چهارم نهایی مسابقات رسیدند. در ۲۳ آوریل، اکسلید چمبرلین برنده جایزه مرد مسابقه در نیمه نهایی جام حذفی مقابل منچسترسیتی شد، و پاس گل برای ناچو مونرئال به ثمر رساند تا گل تساوی را به ثمر برساند. این دومین بازی او در پست جدید دفاع کناری بود. او همچنین برای پیروزی ۲ بر صفر در بازی خانگی مقابل منچستریونایتد در ۷ مه برای هر دو گل پاس گل داد. چمبرلین در ۱۹۸ بار حضورش در ترکیب آرسنال ۲۰ بار موفق به گلزنی شد و ۳۲ بار پاس‌گل داد.

### لیورپول

#### فصل ۲۰۱۷–۲۰۱۸
در ۳۱ اوت ۲۰۱۷، اکسلید چمبرلین قراردادی پنج ساله با لیورپول رقیب آرسنال در لیگ برتر به مبلغ ۳۵ میلیون پوند امضا کرد و به لیورپول پیوست. در ۹ سپتامبر ۲۰۱۷، آکسلید چمبرلین اولین بازی خود را برای لیورپول انجام داد و به عنوان یار تعویضی در باخت ۵-۰ مقابل منچسترسیتی وارد زمین شد. او اولین گل خود را برای این باشگاه در ۱۷ اکتبر به ثمر رساند، و از روی نیمکت آمد تا در پیروزی ۷-۰ مقابل ماریبور در لیگ قهرمانان اروپا گلزنی کند، نتیجه ای که بزرگ‌ترین برد خارج از خانه در این رقابت‌ها بود. در ۴ نوامبر ۲۰۱۷، او اولین گل لیگ خود را برای لیورپول در پیروزی ۴ بر ۱ مقابل وستهم به ثمر رساند. در ۱۴ ژانویه ۲۰۱۸، او اولین گل را در پیروزی ۴-۳ تیمش مقابل منچسترسیتی به ثمر رساند و به روند شکست ناپذیری آنها در لیگ برتر در آن فصل پایان داد. در ۲۵ آوریل ۲۰۱۸، چمبرلین در دقیقه ۱۵ بازی رفت نیمه نهایی لیگ قهرمانان اروپا با نتیجه ۵ بر ۲ مقابل رم از ناحیه زانو آسیب دید و مانع از ادامه بازی او در طول فصل یا شرکت در فیفا ۲۰۱۸ شد.

#### فصل ۲۰۱۸–۲۰۱۹
در ۱۸ ژوئیه، لیورپول تأیید کرد که چمبرلین اکثریت فصل ۲۰۱۸–۲۰۱۹ را از دست خواهد داد و کلوپ اظهار داشت: «به نظر می‌رسد اکنون زمان مناسبی است تا به مردم بگوییم که برای اوکس این فصل آینده تمرکز روی ریکاوری و توانبخشی خواهد بود.»
در ۲۸ دسامبر، کلوپ اظهار داشت که دوره توانبخشی اکسلید چمبرلین پیش از موعد مقرر پیش می‌رود و اگر او گام‌های بیشتری مانند چند هفته گذشته بردارد، می‌تواند در این فصل در لیگ برتر فوتبال بازی کند، که دانستن آن خوب است. در ۲۶ آوریل ۲۰۱۹، ۳۶۶ روز پس از مصدومیت، چمبرلین به عنوان بازیکن تعویضی در پیروزی ۵–۰ لیورپول در لیگ مقابل هادرزفیلد بازگشت. او در فینال لیگ قهرمانان اروپا در سال ۲۰۱۹ مقابل تاتنهام یک تعویض استفاده نشده بود.

#### فصل ۲۰۱۹–۲۰۲۰

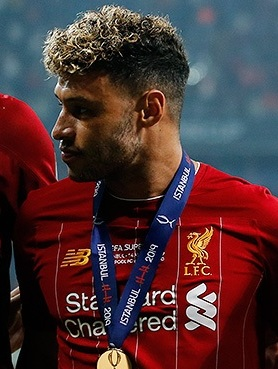
الکس چمبرلین پس از قهرمانی لیورپول در سوپر جام اروپا ۲۰۱۹

در ۲۲ اوت، اکسلید چمبرلین قرارداد خود را با لیورپول به دلیل دوری از میادین به مدت تقریبا ۱ سال تا سال ۲۰۲۳ تمدید کرد. پس از ریکاوری گسترده، در اواخر اکتبر و اوایل نوامبر، چمبرلین به تناسب اندام بازگشت. در اوایل نوامبر، چمبرلین سه گل لیگ قهرمانان را در فاصله دو هفته مقابل خنک به ثمر رساند. همچنین ۳۰ اکتبر در جام اتحادیه تلاشی زیادی مقابل باشگاه سابقش آرسنال کرد و موفق شد یک گل به ثمر برساند. او اولین گل فصل خود در لیگ را در ماه بعد به ثمر رساند، جردن هندرسون با دادن یک پاس بلند به الکس چمبرلین موفق شد در به ثمر رساند اولین گل اکسلید چمبرلین در پیروزی ۰-۳ خارج از خانه مقابل بورنموث در ۷ دسامبر سهیم باشد. دقیقاً دو هفته بعد، در ۲۱ دسامبر، اکسلید چمبرلین برای لیورپول به میدان رفت. فینال جام جهانی باشگاه‌های فیفا مقابل فلامنگو ، ۷۵ دقیقه بازی کرد تا اینکه به دلیل آسیب دیدگی پس از "سقوط ناخوشایند روی مچ پا" مجبور به ترک زمین شد. کلوپ بعداً تأیید کرد که چگونه چمبرلین دو بازی باقی‌مانده سال ۲۰۱۹ را از دست خواهد داد، زیرا او دچار "آسیب به رباط مچ پا" شده است. الکس چمبرلین در آخرین بازی لیورپول مقابل چلسی در لیگ برتر به طور تعویضی وارد زمین شد و در دقیقه ۸۴ گل پنجم را در پیروزی 5-3 لیورپول مقابل چلسی در ۲۲ جولای به ثمر رساند. لیورپولی‌ها در آن شب موفق شدند جام لیگ برتر را بعد از ۳۰ سال انتظار قهرمان شوند.

#### فصل ۲۰۲۰–۲۰۲۱
چمبرلین در ۲۱ اوت در جریان یک اردوی پیش فصل در اتریش از ناحیه زانو آسیب دید. در ۱۹ مه، الکس به عنوان تعویضی اولین گل خود را در این فصل در پیروزی ۳-۰ خارج از خانه مقابل برنلی به ثمر رساند.

#### فصل ۲۰۲۱–۲۰۲۲
پس از مصدومیت‌های پی در پی اکسلید، وی نتوانست حضور خودش در ترکیب اصلی تیم ثابت کند. در نتیجه حضورش در تیم کمرنگ‌تر شد و در اکثر بازی‌های لیورپول در نیمکت حضور داشت.

#### فصل ۲۰۲۲–۲۰۲۳
در ۱۷ مه ۲۰۲۳، لیورپول رسماً خروج ۴ بازیکن سرشناس خود را در این تابستان اعلام کرد که چمبرلین، نبی کیتا، جیمز میلنر و روبرتو فیرمینو در پایان فصل پس از پایان قراردادشان، باشگاه را به صورت آزاد ترک خواهند کرد. این چهار بازیکن در مجموع ۹۶۵ بازی را با لباس این تیم به میدان رفته‌اند. الکس در سال ۲۰۱۷ از آرسنال به لیورپول پیوست و در ابتدا با حضور به عنوان مهره کلیدی ترکیب تیم کلوپ در فصل ۲۰۱۷/۱۸ عملکرد درخشانی داشت. فصلی که آن‌ها موفق شدند تا فینال لیگ قهرمانان اروپا پیش بروند. بدشانسی چمبرلین از مصدومیت‌های سخت زانو و مچ پایش باعث شد نتواند انتظار‌های کلوپ را برآورد کند. الکس اکسلید چمبرلین در ۱۴۶ بار حضورش در ترکیب لیورپول ۱۸ بار موفق به گلزنی شد و ۱۵ بار پاس‌گل داد.

### بشیکتاش

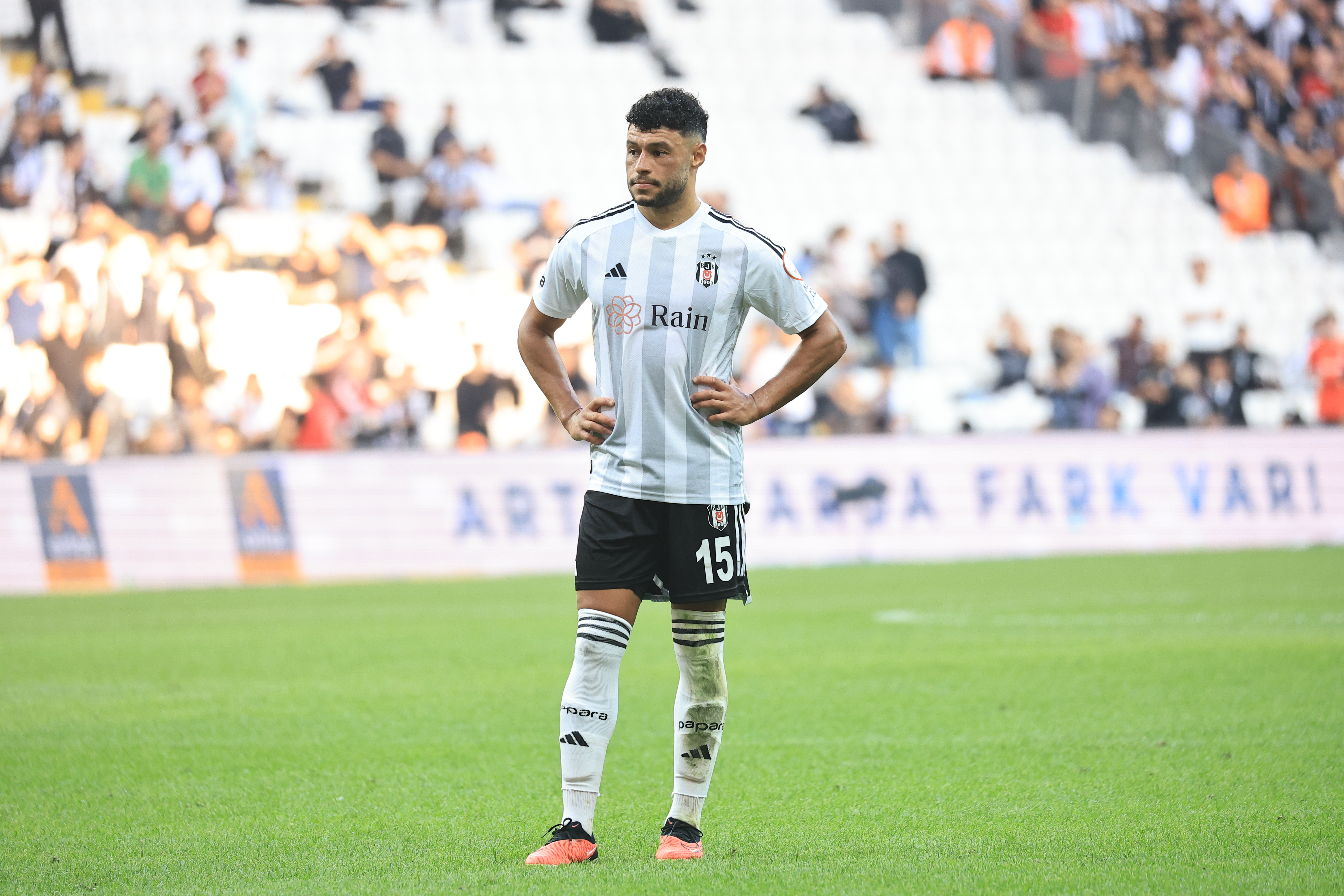

در ۱۴ اوت ۲۰۲۳، چمبرلین با قراردادی سه ساله با باشگاه بشیکتاش ترکیه قرارداد امضا کرد.

## افتخارات
ساوتهمپتون
نایب قهرمان لیگ یک فوتبال انگلستان: ۲۰۱۰–۲۰۱۱
آرسنال
جام حذفی فوتبال انگلستان: ۲۰۱۴، ۲۰۱۵، ۲۰۱۷
جام خیریه انگلستان: ۲۰۱۴، ۲۰۱۵، ۲۰۱۷
لیورپول
لیگ برتر فوتبال انگلستان: ۲۰۲۰–۲۰۱۹
لیگ قهرمانان اروپا: ۱۹–۲۰۱۸؛ نایب قهرمانی: ۲۰۱۸–۲۰۱۷
سوپرجام اروپا: ۲۰۱۹
جام باشگاه‌های فوتبال جهان: ۲۰۱۹
جام خیریه انگلستان: ۲۰۲۲
جام حذفی فوتبال انگلستان: ۲۰۲۲
جام اتحادیه باشگاه‌های انگلستان: ۲۰۲۲
فردی
گل فصل لیورپول: ۲۰۱۷–۲۰۱۸
تیم سال پی‌اف‌ای: ۲۰۱۰–۲۰۱۱ لیگ یک

## نگارخانه

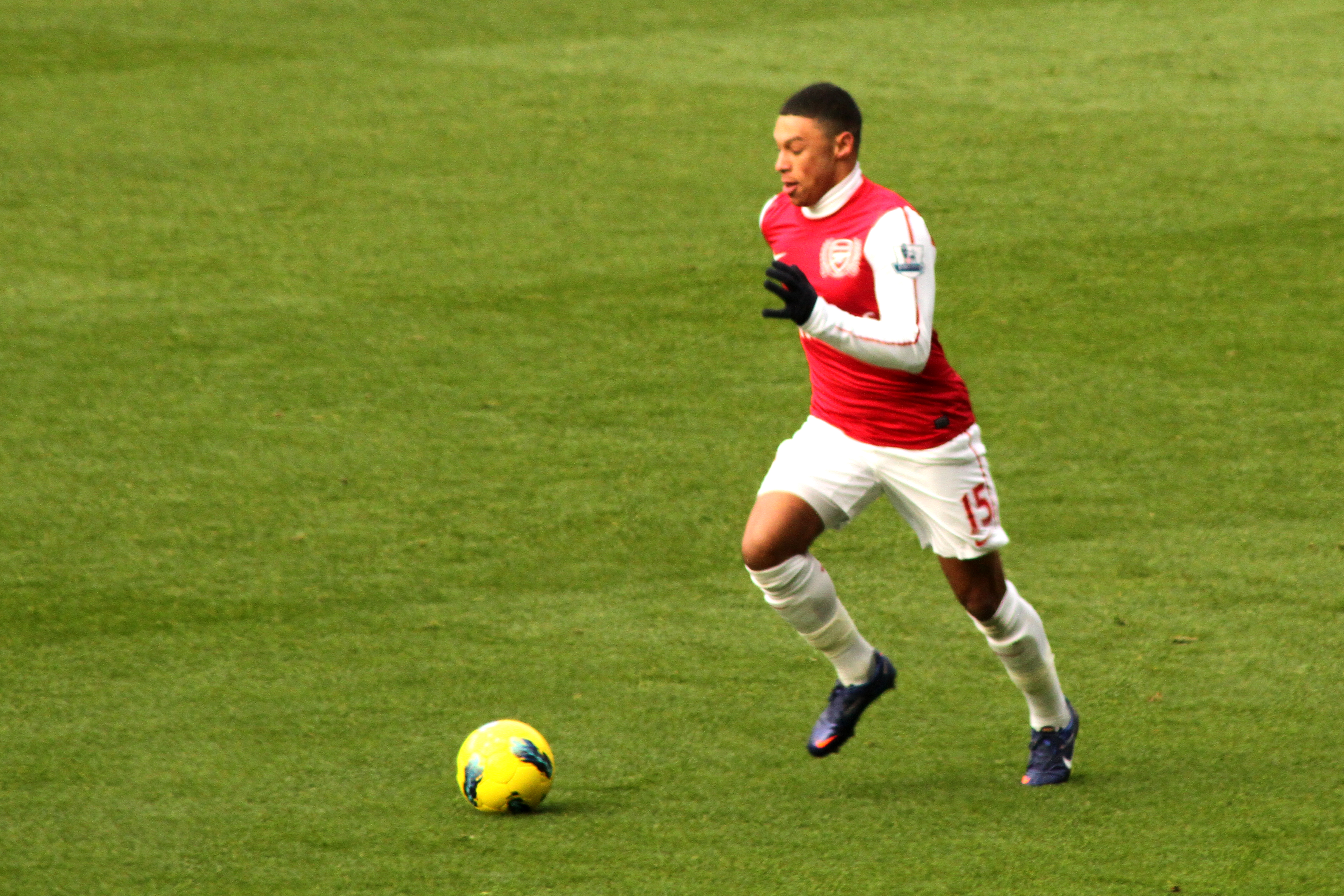

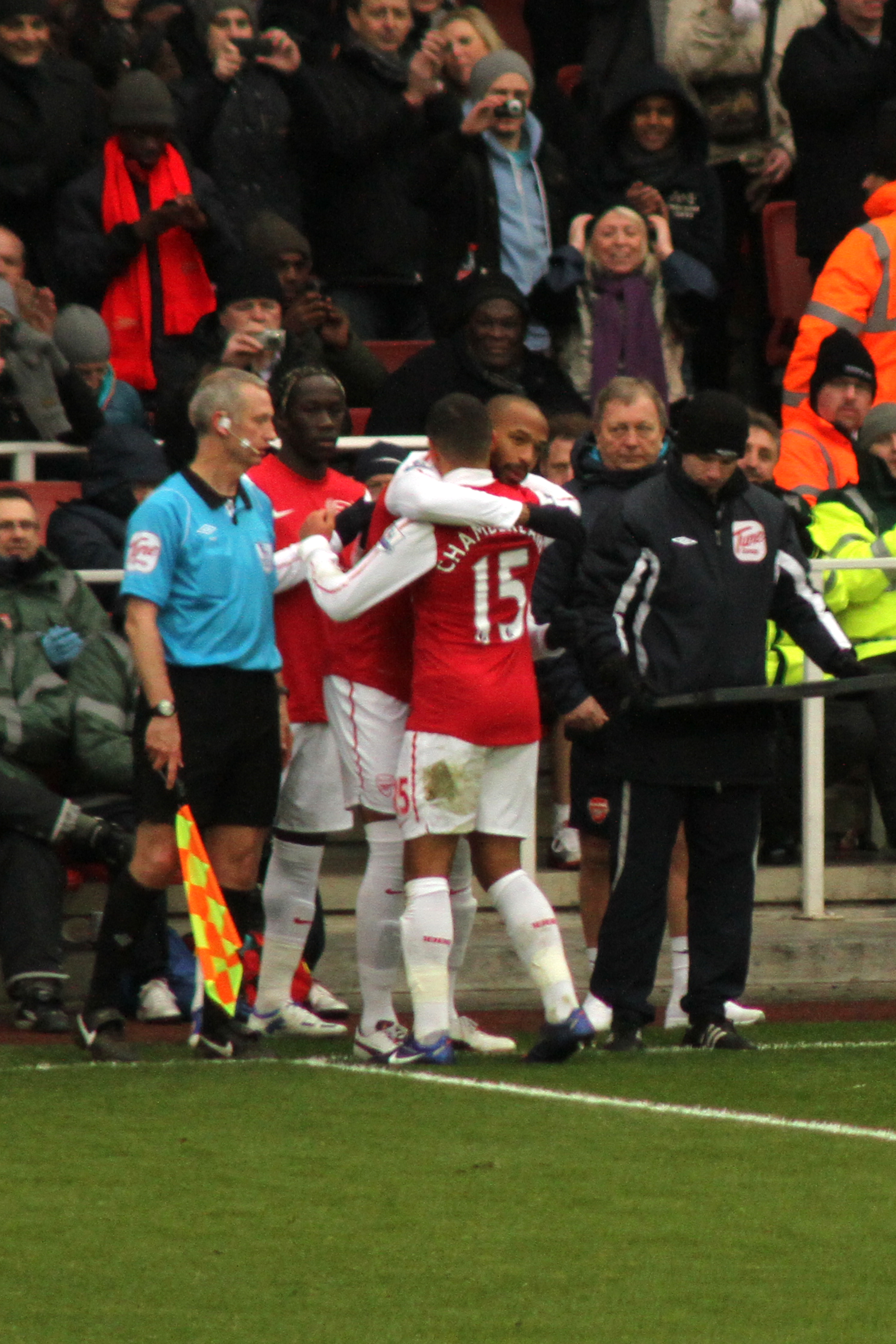

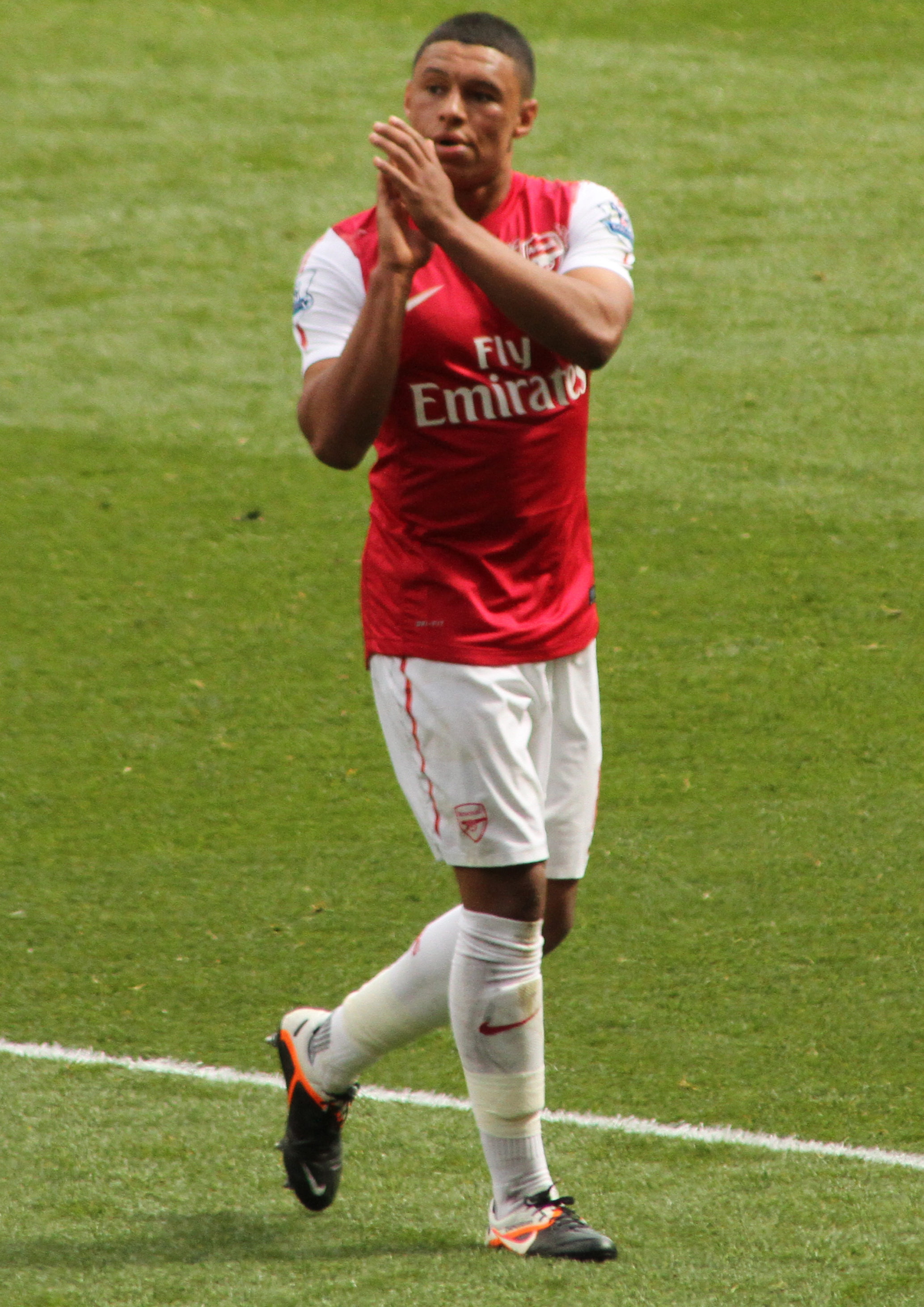

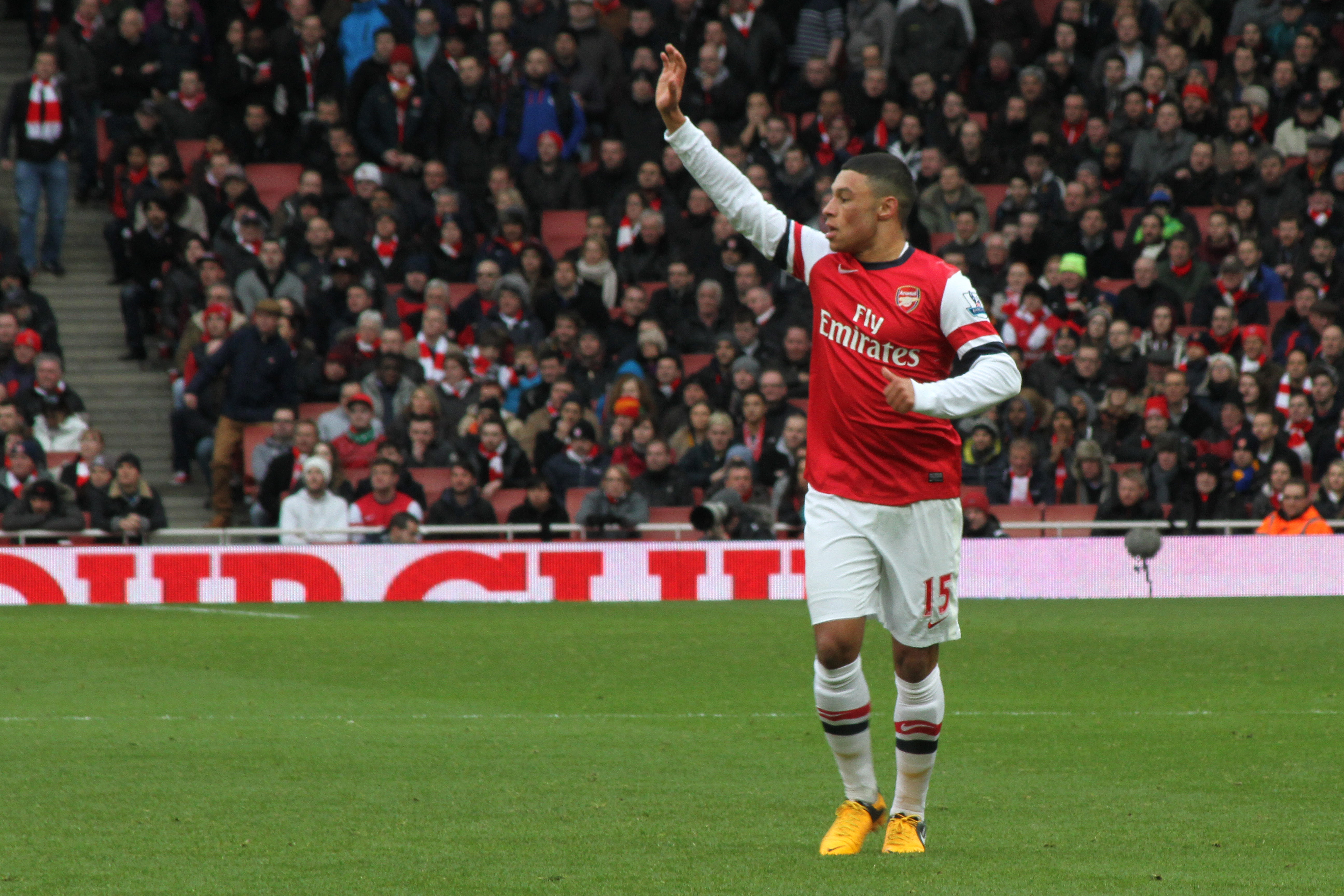

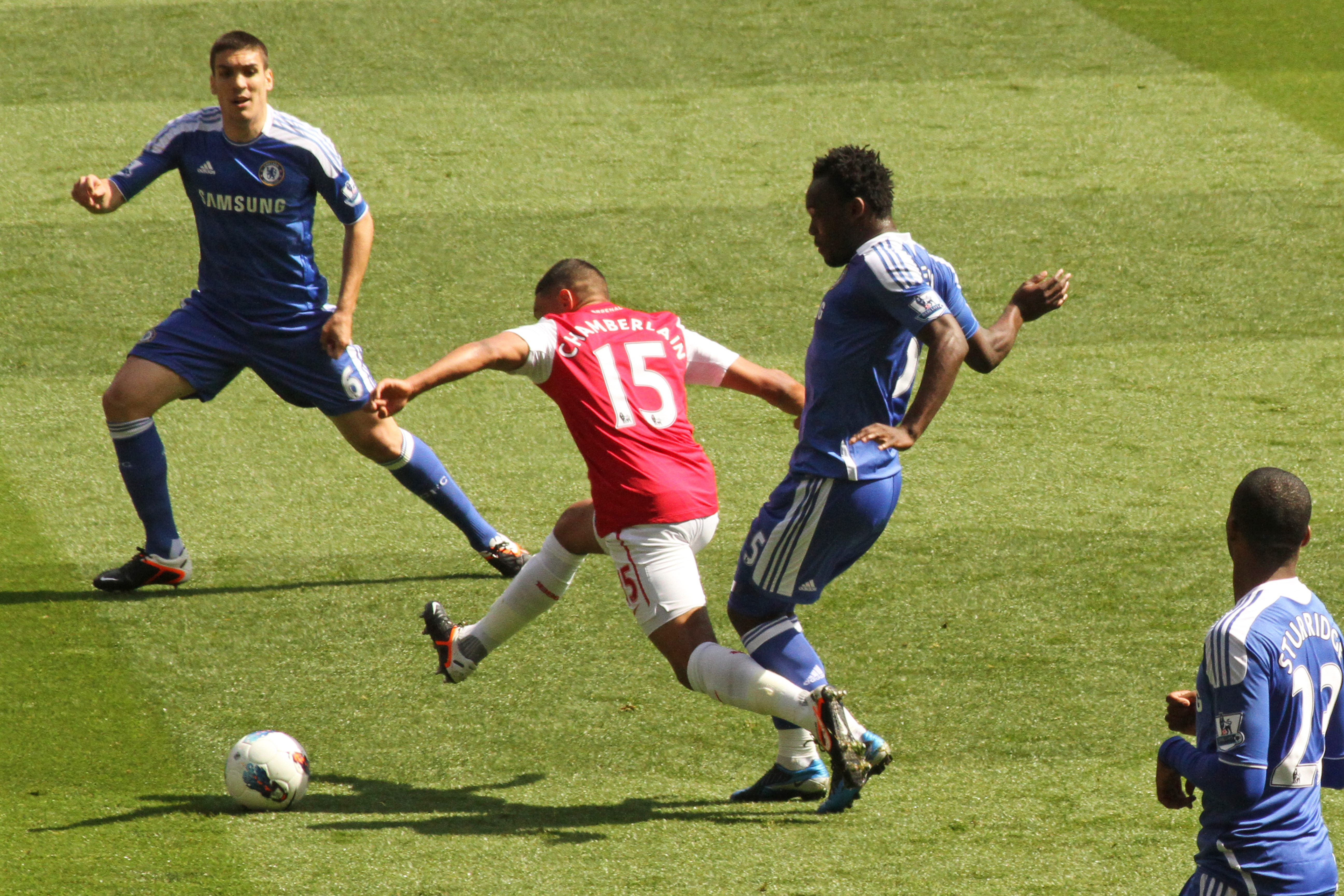

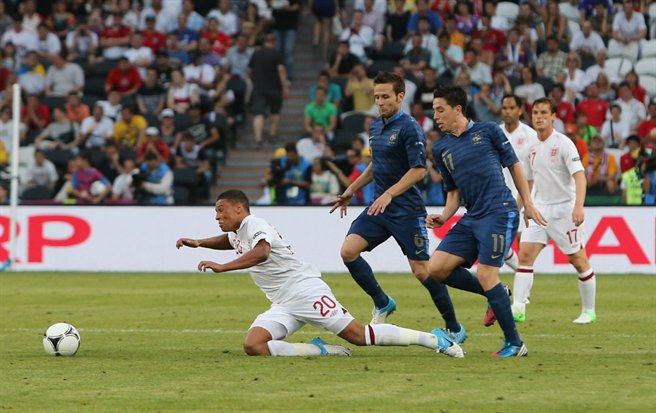

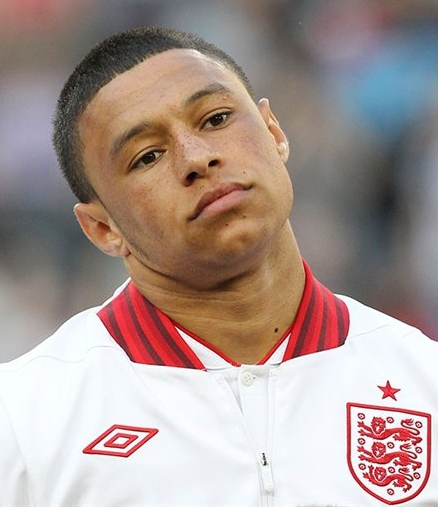

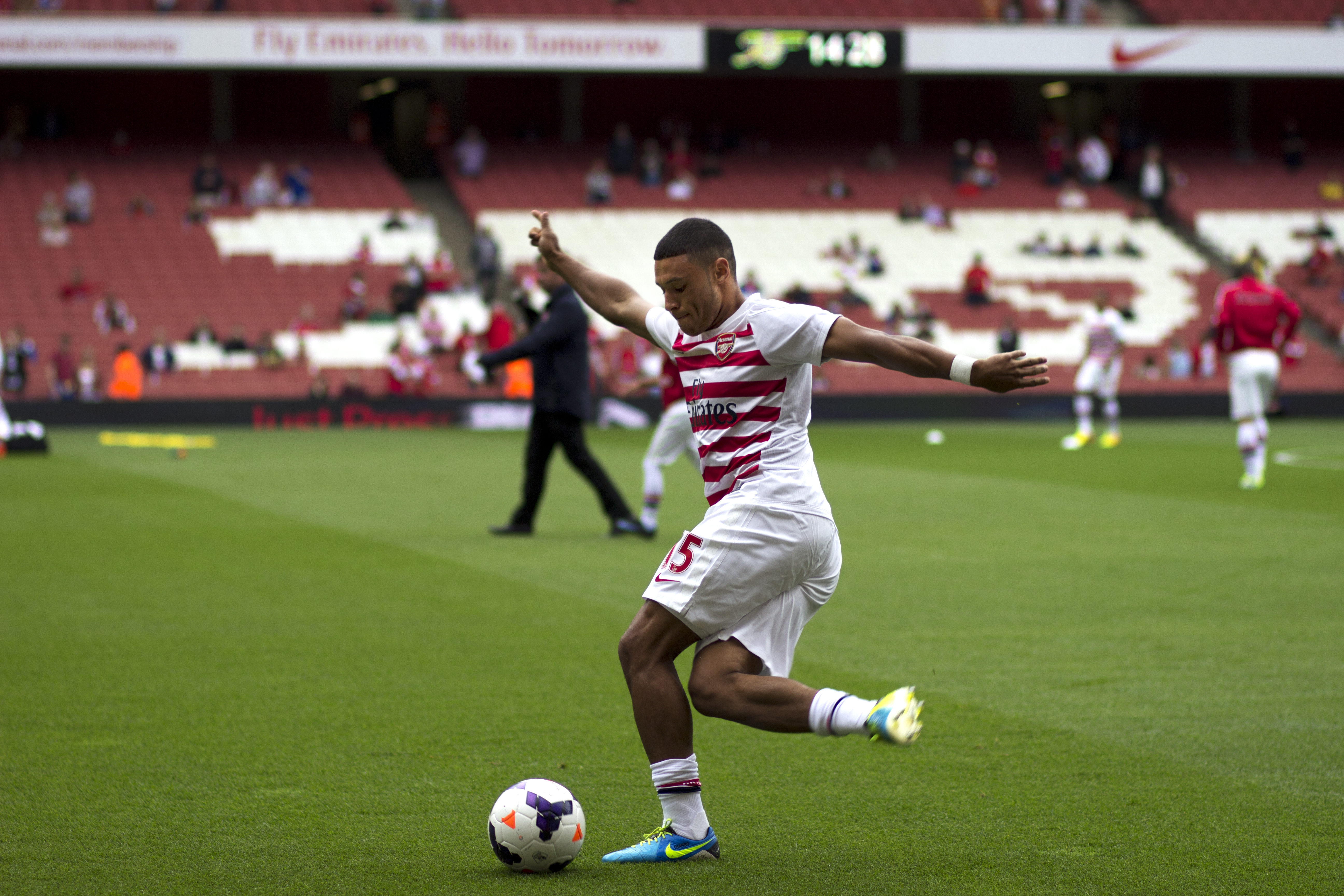

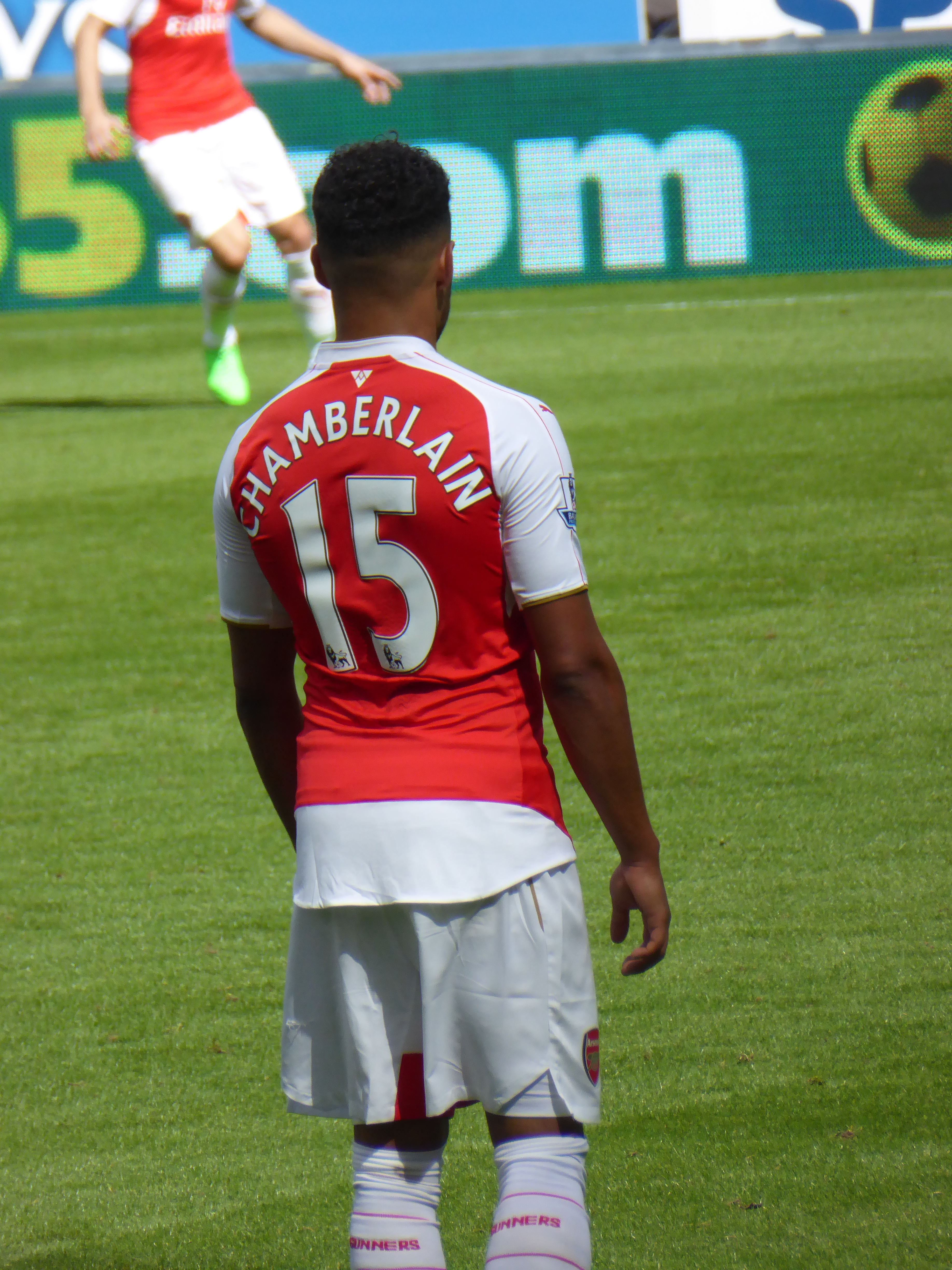

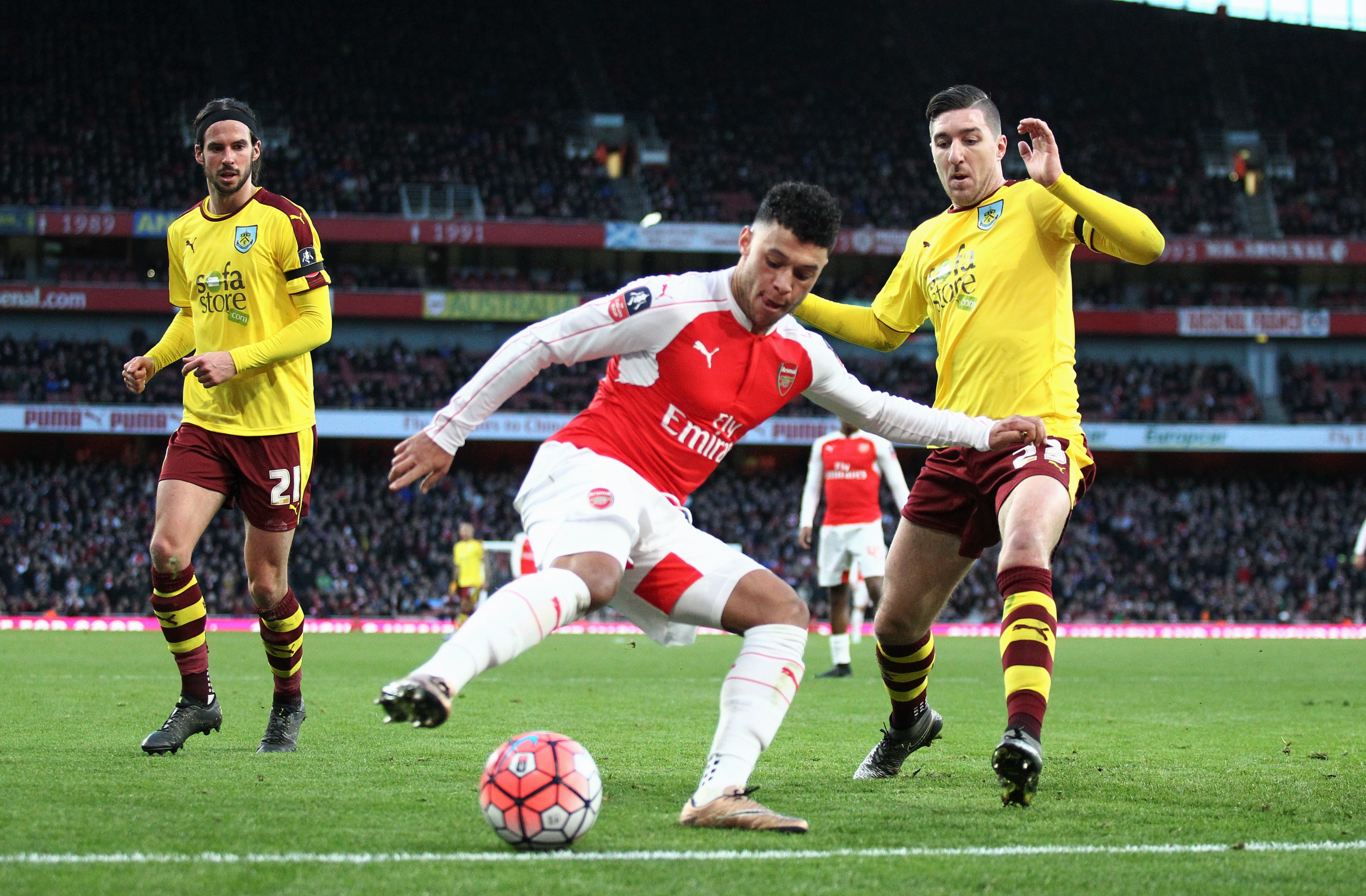

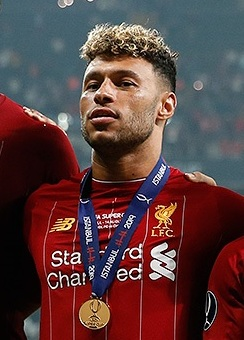